# Bet
Bet (ב) eller bēth är den andra bokstaven i det hebreiska alfabetet. När det finns en punkt (daghesh lene) inuti bokstaven (בּ) är en tonande bilabial klusil uttalas den med hårt läppljud likt svenska 'b'. Utan punkt är uttalet tonande labiodental frikativa och påminner om svenska 'v'.
ב har siffervärdet 2.